# ネーネーズ
ネーネーズは、1990年に知名定男がプロデュースして結成された沖縄音楽グループ。
「ネーネー」はウチナーヤマトグチで「お姉さん」の意味。
英文表記はNēnēs、所属事務所はディグ音楽プロモーション。
ネーネーズは、1999年と2003年にメンバーを総入れ替えしているため、本項では1999年までを「第1期」、2003年までを「第2期」、2009年までを「第3期」、2014年までを「第4期」、2019年のメンバーチェンジまでを「第5期」、以後現在までを「第6期」とする。
上記以外にもメンバーチェンジを頻繁に行っている。

## 略歴

### 第1期（1990年 – 1999年）
1990年結成。1991年にインディーズで発売したアルバム『IKAWU』が話題となり、翌1992年にKi/oon Sony Recordsからメジャー・デビュー。1997年にはアンティノスレコードに移籍するが、1999年11月15日に行われた沖縄コンベンションセンターでの公演を最後に第1期の活動を停止する。

### 第2期（1999年 – 2003年）
1999年9月にメンバーを一新し第2期の活動を開始。従って第1期メンバーとは微妙に時期がクロスオーバーしており、第1期・第2期の両メンバーがライブで共演したこともある。2003年に解散。

### 第3期（2004年 – 2009年）
2003年に知名が「モーニング娘。のグループ展開を参考にネーネーズの世界展開を目指す」として新メンバーの一般公募を行った。このオーディションの合格者の中から選ばれた4人により2004年1月に活動を開始した際、「ネーネーズ」の商標登録を巡り、知名と那覇市のマネジメント会社「島唄ミュージアム」の間で裁判沙汰となる事態に発展している。

### 第5期（2014年 – 2019年）
2016年にCDデビュー25周年を迎え、元旦に『DIKKA』（ディッカ）をリリース、沖縄民謡とメンバーの書き下ろし新曲を収録。同年1月16日に第5期メンバー初の海外公演を行い、台湾・台北市華山1914文化創意產業園区（旧台北酒廠）で「J-Music LAB（ジェイ・ミュージックラボ）2016 in Taipei」に加藤ミリヤ、奥華子、Psycho le Cemu などと出演。代表曲「黄金の花」や新曲「ヤガマヤ」など4曲を上演後、交流会を開いた。

### 第6期（2019年 – ）
現在のメンバー加入は第5期のメンバー卒業と交互に行われたため、第5・6期のメンバーが混在している時期がある。

## メンバー

### 第1期
- 古謝美佐子（1995年に脱退）
- 吉田康子
- 宮里奈美子
- 比屋根幸乃
- 當眞江里子（1996年に加入）

### 第2期
- 小山良子
- 伊計季代花
- 宮城江利奈
- 金城正代
- 平田桂子
- 伊計安寿花
- 天久愛美[8]

### 第3期
- 上原渚（うえはら なぎさ、2005年5月に加入）[9]
- 金城泉（きんじょう いずみ、2009年3月29日に卒業）[10]
- 新里奈津子（しんざと なつこ、2005年5月に卒業）[9]
- 比嘉綾乃（ひが あやの、2009年3月29日に卒業）[10]
- 比嘉真優子（ひが まゆこ、2009年4月に加入）[11]
- 仲本真紀（なかもと まき、同上）[12]
- 保良光美（やすら てるみ、2010年1月1日に加入）[13][注 1]
- 與那覇歩（よなは あゆみ、2009年7月に卒業）[14]

### 第4期
- 上原渚
- 本村理恵（もとむら りえ、2012年6月30日に加入）[15]
- 仲本真紀（2013年3月31日に卒業）[16]
- 比嘉真優子（2014年9月27日に卒業）[17]
- 保良光美（同上）[18]

### 第5期
- 上原渚
- 本村理恵（2019年4月30日に卒業）
- 沖山美鈴（おきやま みすず、2014年9月28日に加入、2019年5月25日に卒業）[19]
- 世持葵（よもち あおい、2014年9月28日に加入[20]、2018年1月7日に卒業[21]）

### 第6期
- 上原渚
- 仲里はるひ（なかざと　はるひ、2019年5月2日に加入、2023年12月9日に卒業）[22]
- 小濱凜（こはま　りん、2019年5月26日に加入）
- 与那覇琉音（よなは　るおん、2019年8月10日に加入、2025年2月1日に卒業）[23]
- 狩俣幸奈（かりまた　ゆきな、2023年12月10日に加入）[24]
- 内里美音（うちざと　みおん、2025年2月2日に加入)[25]

## ディスコグラフィ

### アルバム
第1期
| 発売日         | タイトル                                              | 規格品番                | 発売                 | 備考 |
| -------------- | ----------------------------------------------------- | ----------------------- | -------------------- | ---- |
| 1991年04月10日 | IKAWU/イカウー                                        | APCD-1001               | ディスクアカバナー   |      |
| 1992年09月21日 | ユンタ                                                | KSC2-16                 | キューン・ソニー     |      |
| 1993年09月09日 | あしび                                                | KSC2-48                 | キューン・ソニー     |      |
| 1994年07月21日 | コザdabasa                                            | KSC2-83                 | キューン・ソニー     |      |
| 1995年03月24日 | なーらび                                              | KSC2-112                | キューン・ソニー     |      |
| 1995年07月21日 | 夏〜うりずん〜                                        | KSC2-123                | キューン・ソニー     |      |
| 1996年07月21日 | コザ〜ネーネーズ・ベスト・コレクション                | KSC2-156                | キューン・ソニー     |      |
| 1997年10月22日 | 明けもどろ〜うない〜                                  | ARCJ-69                 | アンティノスレコード |      |
| 2000年02月19日 | オキナワ〜メモリアル・ネーネーズ〜                    | ARC-127 ESCL-9069       | アンティノスレコード |      |
| 2002年08月21日 | サウダージ・オキナワ                                  | ESCL-9076               | アンティノスレコード |      |
| 2002年10月09日 | サウダージ・ウチナ〜ネーネーズ&フレンズセレクション〜 | KSCL-479                | アンティノスレコード |      |
| 2004年06月02日 | ゴールデン☆ベスト                                     | MHCL-337/8 MHCL-20047/8 | Sony Music Direct    |      |

第2期
| 発売日         | タイトル | 規格品番 | 発売           | 備考 |
| -------------- | -------- | -------- | -------------- | ---- |
| 2002年03月21日 | 美らうた | DCA-0003 | ディグレコーズ |      |

第3期
| 発売日         | タイトル  | 規格品番 | 発売           | 備考 |
| -------------- | --------- | -------- | -------------- | ---- |
| 2004年11月29日 | 愁        | DCA-0005 | ディグレコーズ |      |
| 2008年08月29日 | 彩〜sai〜 | DCA-0006 | ディグレコーズ |      |

第4期
| 発売日         | タイトル | 規格品番 | 発売           | 備考 |
| -------------- | -------- | -------- | -------------- | ---- |
| 2010年11月07日 | 贈りもの | DCA-0009 | ディグレコーズ |      |

第5期
| 発売日         | タイトル | 規格品番  | 発売           | 備考                                                                             |
| -------------- | -------- | --------- | -------------- | -------------------------------------------------------------------------------- |
| 2015年09月30日 | リボーン | KICS-3293 | キングレコード | 結成25周年。現メンバーによる「黄金の花」の初録音、人気曲をリレコーディングした。 |
| 2016年01月01日 | ディッカ | KICS-3339 | キングレコード | CDデビュー25周年の元旦発売。ブルーレイ版あり。                                   |
| 2018年06月22日 | マパイ   | KICS-3716 | キングレコード |                                                                                  |

第6期
| 発売日         | タイトル   | 規格品番 | 発売           | 備考                                                         |
| -------------- | ---------- | -------- | -------------- | ------------------------------------------------------------ |
| 2021年06月23日 | ガジュマル | DCA-0011 | ディグレコーズ | インディーズセレクトのデビュー30周年記念コンセプトアルバム。 |

### シングル
| 発売日        | タイトル             | 規格品番  | 発売                 | 備考                                                     |
| ------------- | -------------------- | --------- | -------------------- | -------------------------------------------------------- |
| 1993年8月21日 | バイバイ沖縄         | KSD2-1040 | キューン・ソニー     |                                                          |
| 1994年8月21日 | 黄金の花             | KSD2-1071 | キューン・ソニー     | TBSテレビ系「筑紫哲也のニュース23」エンディング・テーマ  |
| 1995年8月21日 | 余所の人             | KSD2-1099 | キューン・ソニー     |                                                          |
| 1997年9月21日 | 君が思い出になる前に | ARDJ-5056 | アンティノスレコード | スピッツの同名曲カバー。桑田佳祐の「平和の琉歌」を収録。 |

### DVD
| 発売日       | タイトル          | 規格品番 | 発売                           | 備考                                                     |
| ------------ | ----------------- | -------- | ------------------------------ | -------------------------------------------------------- |
| 2005年6月1日 | 琉球的哀華 VISION | MHBL-15  | ソニー・ミュージックダイレクト | オムニバス作品、『バイバイ沖縄』『明けもどろ』にて出演。 |

### 参加アルバム
| 発売日     | タイトル                                              | アーティスト名 | 規格品番         | 発売                           | 備考                                                                                 |
| ---------- | ----------------------------------------------------- | -------------- | ---------------- | ------------------------------ | ------------------------------------------------------------------------------------ |
| 2001-01-31 | ヨーンの道                                            | 鳩間可奈子     | DCA-0002         | ディグレコーズ                 | 知名定男プロデュース                                                                 |
| 2013-03-20 | ノンストップ! カチャーシー・デラックス盤              |                | RES-223/4        | リスペクトレコード             | MIXED by TAKUJI a.k.a GEETEK。2枚組                                                  |
| 1993-08-21 | 森に住みたい/花の子供達                               |                | ESCB-1417        | エピックレコードジャパン       | [ comp 3 ]                                                                           |
| 1995-09-10 | 島うた                                                | 知名定男       | ASIN: B00005IDLV | ディスクアカバナー             | 第1期メンバーが参加。                                                                |
| 2001-07-11 | ラフ・ガイド・トゥ・ザ・ミュージック・オブ・オキナワ  |                | RES-50           | リスペクトレコード             | [ comp 5 ]                                                                           |
| 2003-06-04 | 琉球的哀華II                                          |                | MHCL-249         | ソニー・ミュージックダイレクト | [ comp 6 ]                                                                           |
| 2004-05-26 | 沖縄ソングス~わしたうた(私達の唄                      |                | TOCT-25375       | EMIミュージック・ジャパン      | 黄金の花                                                                             |
| 2004-06-02 | 琉球的哀華III                                         |                | MHCL-374         | ソニー・ミュージックダイレクト | バイバイ沖縄 (REMIX)、あめりか通り (REMIX)、遠い道                                   |
| 2004-08-25 | 美ら歌よ 3                                            |                | TECE-25497       | テイチクエンタテインメント     | ~沖縄ベスト・ソング・コレクション~                                                   |
| 2005-06-01 | 琉球的哀華IV                                          |                | MHCL-540         | ソニー・ミュージックダイレクト | 島ヤカラー                                                                           |
| 2005-06-22 | 美ら歌よベスト                                        |                | TECE-25578       | テイチクエンタテインメント     | ~沖縄ベスト・ソング・コレクション~                                                   |
| 2006-04-19 | オリオンビール・CMソング・セレクション                |                | MYCD-35019       | blue inc.                      | 沖縄・オリオンビールのCM曲を収録したコンピレーション・アルバム。                     |
| 2006-10-25 | OKINAWA 癒歌                                          |                | QACI-30002       | イズム                         | 製作: わしたショップ                                                                 |
| 2006-12-06 | ノンストップ! カチャーシーミックス                    |                | RES-117          | リスペクトレコード             | Mixed by TAKUJI a.k.a.GEETEK                                                         |
| 2007-03-14 | Best of Best 島唄 ベスト                              |                | DQCL-2012-KS     | ソニー・ミュージックダイレクト | 黄金の花 (シングル・ヴァージョン)、安里屋ユンタ                                      |
| 2007-04-18 | 沖縄 音のおみやげ決定盤2                              |                | REOK-120         | リスペクトレコード             | 製作＝長山善洋; 吉川忠英; ライ・クーダー; チト河内; 佐原一哉; 久保田麻琴             |
| 2007-06-06 | 琉球的哀華 BEST                                       |                | MHCL-1085/6      | ソニー・ミュージックダイレクト | 安里屋ユンタほか。『琉球的哀華』シリーズ4作品の集大成。                              |
| 2008-07-01 | 島唄 スーパー・ベスト                                 |                | DQCL-1151        | ソニー・ミュージックダイレクト | [ comp 18 ]                                                                          |
| 2008-07-23 | 祝婚歌                                                | 高野健一       | CRCP-40205       | 日本クラウン                   | [ comp 19 ]                                                                          |
| 2009-05-20 | 歌姫~オキナワン女性ヴォーカリスト~                    |                | MHCL-1498        | ソニー・ミュージックダイレクト | 平和の琉歌                                                                           |
| 2009-06-10 | 「世直し音頭」                                        |                | CCD-877          | 音楽センター                   | 黄金の花、平和の琉歌。                                                               |
| 2010-06-16 | OKINAWAN BREEZE                                       |                | MHCL-1761        | ソニー・ミュージックダイレクト | ~島唄ベスト~                                                                         |
| 2011-08-24 | GOLDEN☆BEST 琉球的哀華スーパーコレクション            |                | MHCL-1947        | ソニー・ミュージックダイレクト | 『琉球的哀華』シリーズ (第1弾2002年リリース) 5作品のベスト盤。                       |
| 2012-05-15 | 樹〜こどもたちへ贈る沖縄の歌 2                        |                | CCD-899          | 音楽センター                   | 。                                                                                   |
| 2012-08-22 | オリオンビール55周年記念 オリオンビールCMソング大全集 |                | TECI-1338        | Imperial Records               | 沖縄の地ビール「オリオンビール株式会社」創立55周年 (2012年時) を記念したCMソング集。 |
| 2013-04-10 | 沖縄時間 -OKINAWA BEST SELECTION-                     |                | MHCL-2259        | ソニー・ミュージックダイレクト | 平和の琉歌、黄金の花                                                                 |
| 2013-08-07 | 日本の民謡 沖縄編                                     |                | KICH-2663        | キングレコード                 | [ comp 27 ]                                                                          |
| 2013-11-13 | 沖縄 音の缶詰決定盤                                   |                | RES-226          | リスペクトレコード             | [ comp 28 ]                                                                          |
| 2015-08-19 | 美ら歌よ〜島だより〜                                  |                | TECE-3316        | テイチクエンタテインメント     | [ comp 29 ]                                                                          |
| 2017-07-05 | 島思い〜十番勝負                                      | 大城美佐子     | UBCA-1057        | タフビーツ                     | [ comp 30 ] [ 31 ]                                                                   |
| 2017-11-10 | Music from Okinawa 2018                               |                | MFO-9            | Music from Okinawa             | [ comp 31 ]                                                                          |

#### Blu-ray
| 発売日     | タイトル                                    | 規格品番 | 発売           | 備考                                                             |
| ---------- | ------------------------------------------- | -------- | -------------- | ---------------------------------------------------------------- |
| 2016-06-08 | LIVE IN TOKYO 2016〜DIGと一緒にさあDIKKA!〜 | KIXM-238 | キングレコード | 全18曲と、オール沖縄ロケによるインタビューやオフショットを収録。 |

## タイアップ
- 1994年4月〜12月 『黄金の花』
  - 筑紫哲也 NEWS23 エンディングテーマ
- 2000年4月〜7月 『語らびや』
  - らんちょんサミット 挿入曲

## 出演

### テレビドラマ
- 孤独のグルメ2023大晦日スペシャル 井之頭五郎、南へ逃避行「探さないでください。」（2023年12月31日、テレビ東京）- てーげーず 役[32]